# モリスコ追放

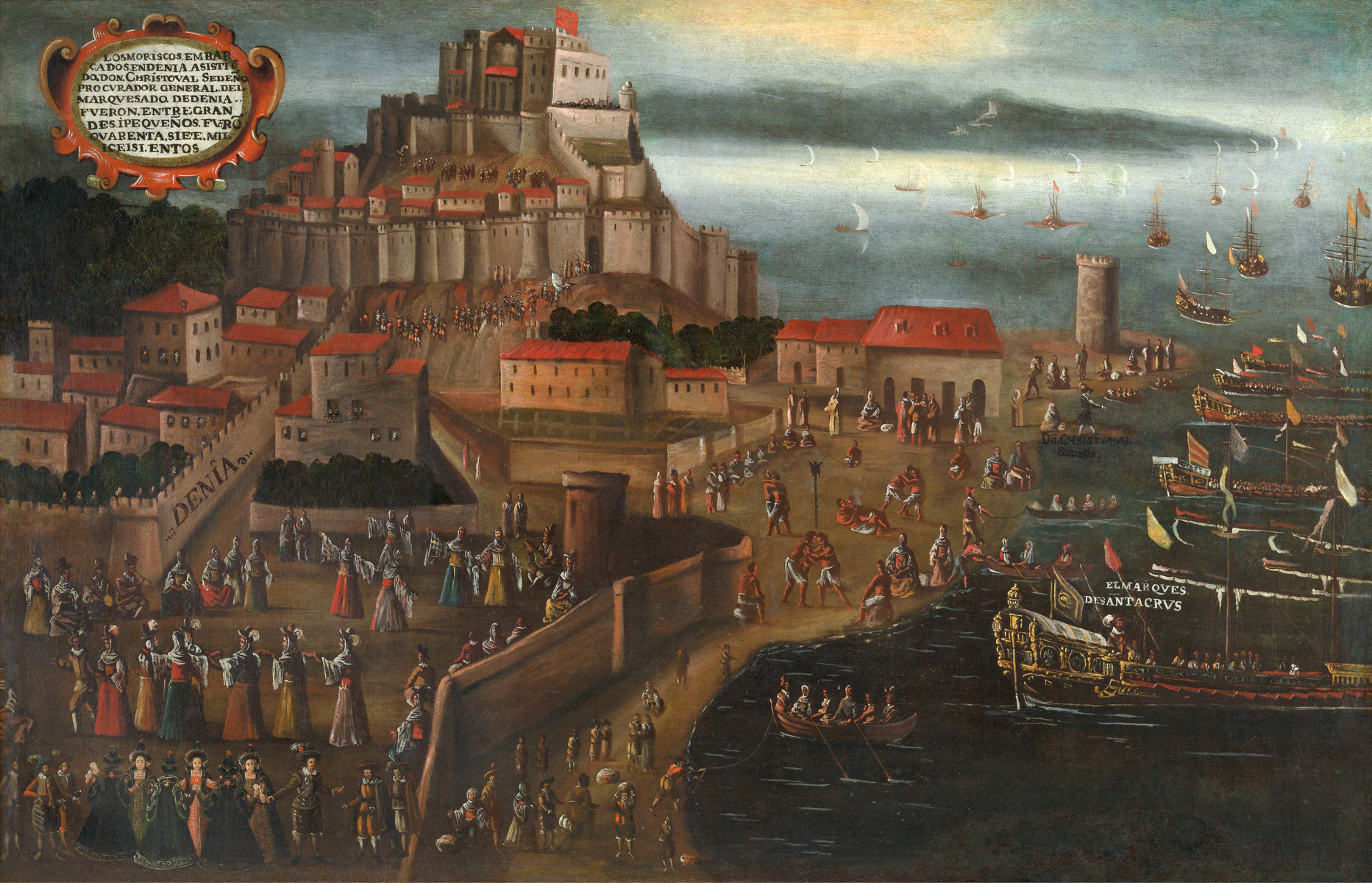
デニア港でのモリスコ追放の図、ビセンテ・モストレ画

モリスコ追放（モリスコついほう、スペイン語:Expulsión de los moriscos）は1609年4月9日にスペイン王フェリペ3世が発令したモリスコ追放の布告である。

## 背景

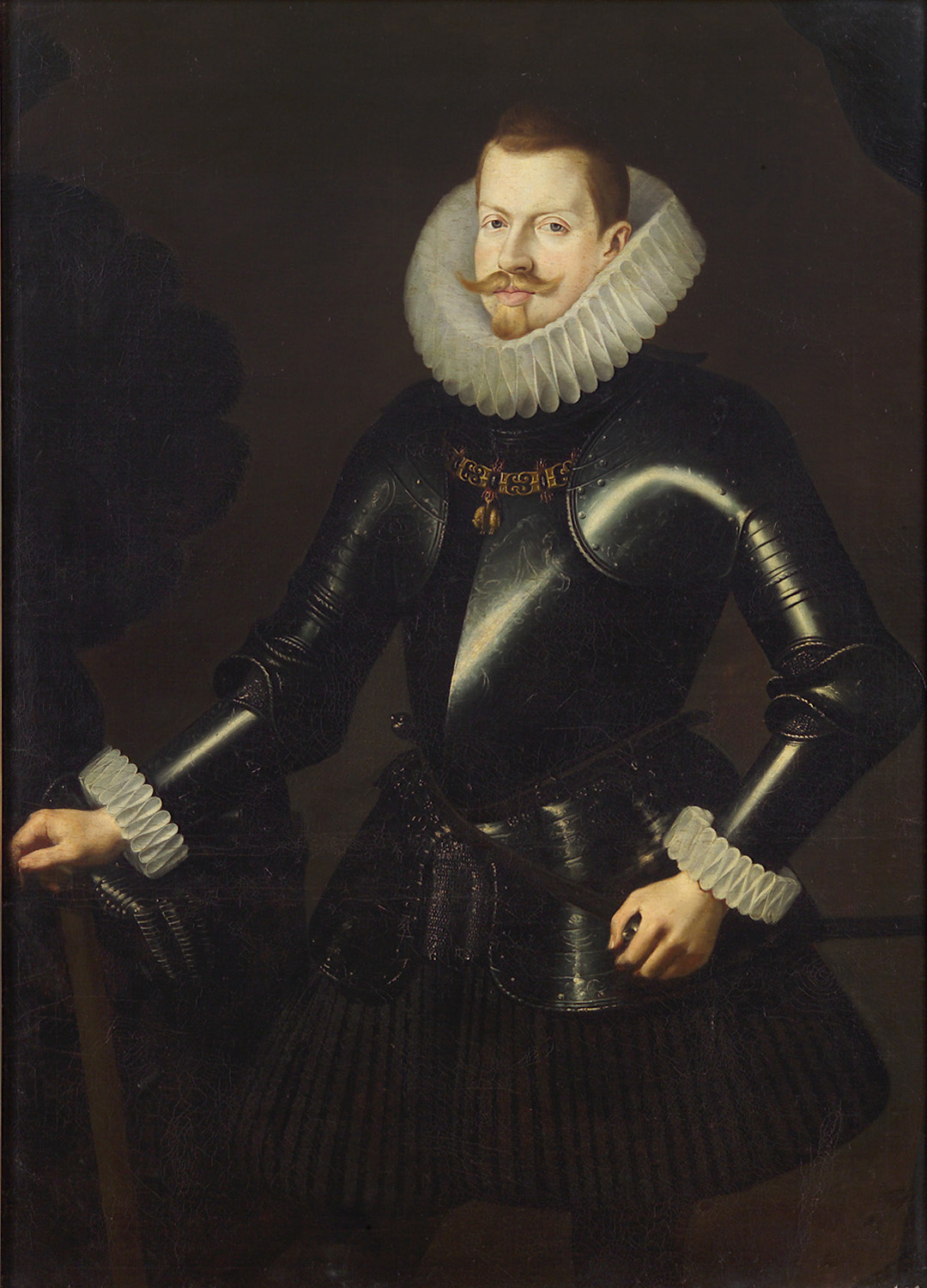
フェリペ3世像、アンドレス・ロペス画

モリスコとキリスト教徒との間の猜疑心と緊張は、しばらくの間高かった。一部のモリスコたちが影響力と力を手にして、バレンシア貴族やアラゴン貴族のような一部の人々（彼らはモリスコの安い労働力に依存していた）と協力関係にあった時、スペインにおけるモリスコたちの全体的な政治的・経済的な比重は低かった。キリスト教徒住民は絶えず、彼らのキリスト教信仰が本当ではないとモリスコたちを疑っていた。モリスコたちが改宗か亡命の選択を迫られると、彼らの多くはむしろ王家か教会に対する忠誠をほとんど示すことはなかった。一部の暴徒は反乱を起こした。これはフェリペ2世がアラビア語・アラビア語名の禁止、モリスコの子供たちを手元で育てずカトリック聖職者に教育させることを要求する勅令に反抗した、1568年-1571年のアルプハラスの反乱（スペイン語：Rebelión de las Alpujarras）として非常によく知られている。反乱の制圧後、フェリペ2世はグラナダのモリスコを他地域へ四散させるよう命じた。フェリペ2世は、この措置がモリスコ共同体を分解し、キリスト教徒住民への同化を促進すると期待していた。この措置はグラナダのモリスコに対して起きたことかもしれないが、バレンシアやアラゴンでは、本物の隠れイスラム教徒の飛び地がまだ実在していた。
同じ時期に前後して、スペインはプロテスタントのネーデルラント連邦共和国に対して、低地諸国における自身の領土の半分以上損失したことを認めていた。スペイン支配階級は、スペインをカトリック・キリスト教界の弁護者と既に考えており、このネーデルラントでの敗北は、彼らのカトリック思想の過激化と、スペインの名誉を回復するために一矢報いたいと考える原因となった。プロテスタント諸国からのスペインへの一部の批判は、スペイン人とされているイスラム教徒と偽イスラム教徒らを、個人的に雇っているスペイン貴族の一部は堕落しているという、スペイン人への侮辱を含んでいた。
1600年代初頭に事態はさらに悪化した。1604年の不況で金の価値が打撃を受け、スペイン帝国がアメリカ大陸に所有する資産の没落が起きたのである。生活水準の縮小が、キリスト教徒と、貴重な仕事をするモリスコとの間に緊張を増大させた。

## 地方ごとの対モリスコ姿勢

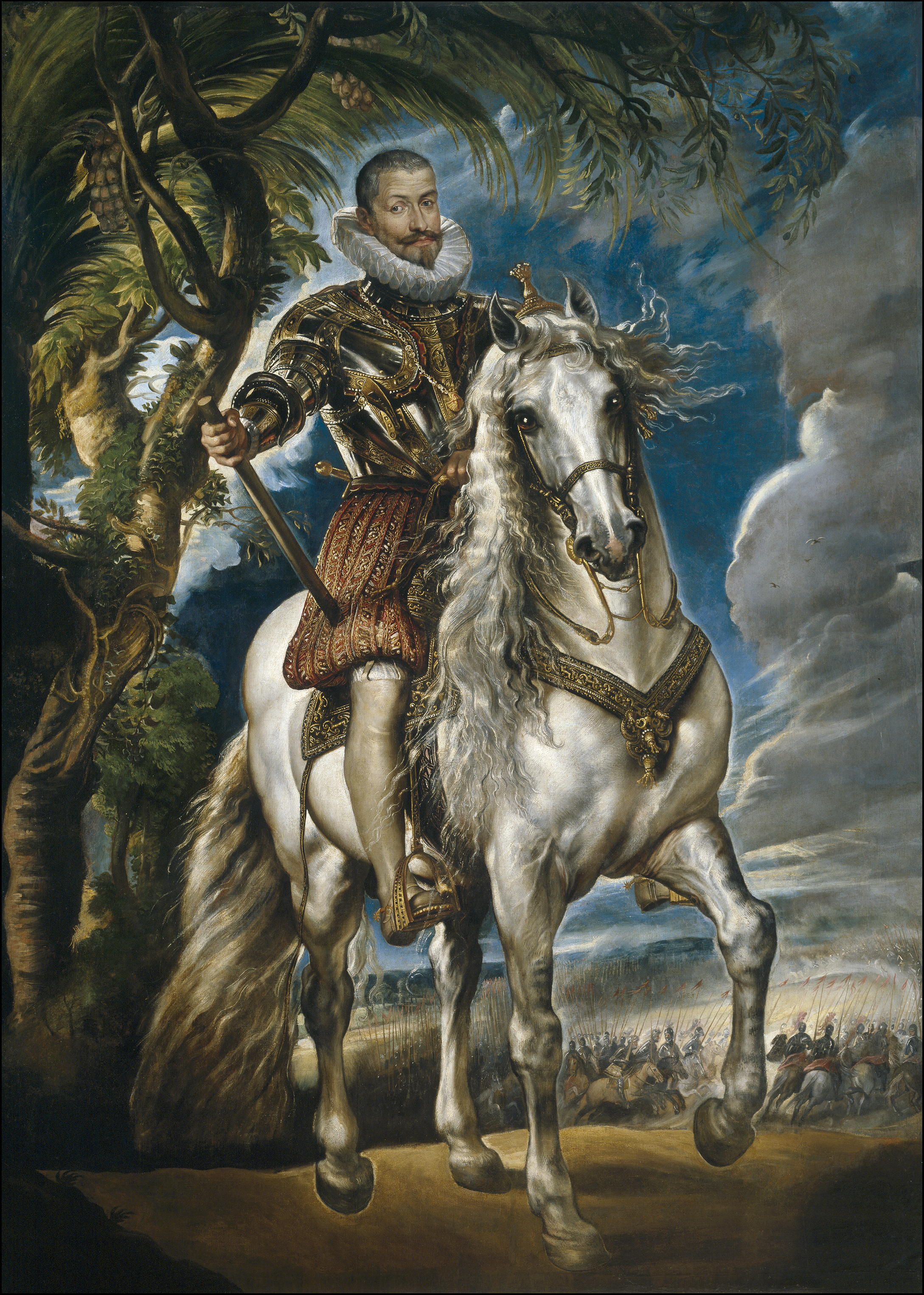
レルマ公フランシスコ・デ・サンドバル・イ・ロハス像、ルーベンス画、プラド美術館蔵

1609年、850万人の総人口の他におよそ325,000人のモリスコがスペインにいた。彼らはかつてのアラゴン王国領に集まっていた。そこではモリスコは人口の20％を占め、バレンシア王国では特にその傾向が強く、総人口の33％を占めていた。加えて、モリスコの人口増加は、キリスト教徒の人口増加に比べていくらか高かった。バレンシアでは、モリスコ人口は、昔からのキリスト教徒の44.7％と比較して約69.7％の成長率を持っていた。モリスコたちが田園地帯と都市の郊外貧困地区での人口を占める間、都市で暮らしていたのは金持ちとほとんどのキリスト教徒だった。
かつてのカスティーリャ王国では、状況は全く違っていた。カスティーリャは600万人の人口を持っていたが、モリスコ住民はわずかに10万人ほどだった。モリスコはほとんど大きい存在でなかったので、カスティーリャでのモリスコへの不満は、アラゴンのキリスト教住民のモリスコに対する不満より遙かに小さかった。
『イスラム教は脅威であり、打破すべきである』とする全般的な合意が事実上スペインにはあった。しかし、公式にはキリスト教徒となっているモリスコたちに対し、どのような方法でイスラム教徒か否か照会するかは不明であった。王家の参事官であるルイス・デ・アリアガ（1619年-1621年には異端審問所長官を務めた）のような一部の聖職者たちは、同化して、完全なキリスト教徒となるよう時間を与えて支援すべきとした 。この意見は、ローマの教皇庁も敏速に支持していた。モリスコの最も熱心な援護者はバレンシアとアラゴンの貴族たちで、この姿勢には彼らの利己心が含まれていた。これらの貴族は、モリスコが提供する乏しく安い労働力から最も利益を得ていたのである。
この見解に反対したのは、様々な名士と階級の人々だった。アリアガに反対する聖職者にはハイメ・ブレダが含まれていた。彼はバレンシアでの異端審問の最も著名な人物だった。ブレダは初期にフェリペ3世に対して数回の申し入れを行い、モリスコ問題を消すかさもなければ終わらせるかを進言した。彼はジェノサイドまでも勧めていた。最初、この種の嘆願は成功に結びつかなかった。1596年、フェリペ3世の財政担当者であるレルマ公フランシスコ・デ・サンドバル・イ・ロハスは、モリスコはイスラム教徒のバルバリア海賊と共謀していると告発した。しかし、この意見に多くの住民が固執する間、残りの人々はこの脅威はずっと以前に終わってしまったとみなした。モリスコへのどんな懲罰的措置にも反対するアラゴン議会は、たとえモリスコたちがスペインを裏切りたかったとしても、『モリスコはトルコ艦隊のために武器も軍用必要物資も所有しないし、守備も固めないし、基地も持たない』のでそのような状況にないと書いた。その時に何も起きなかったが、レルマ公はモリスコに対する自らの反感を持ち続けた。一般庶民のうち、バレンシアの小作農らはこの件に最も関心を抱いていた。彼らはモリスコを敵意のまなざしで見、彼らを経済的・社会的な競争相手とみなしていた。この不満は1520年以前、バレンシア一般大衆がバレンシア貴族だけでなくイスラム教徒のムデハルらに対しても反乱を起こしたヘルマニア反乱の時に沸き立った。暴徒はバレンシアのモリスコを構成するイスラム教徒人口の多くを殺害し、生存者に大規模な洗礼と改宗を強いた。

## 勅令と追放

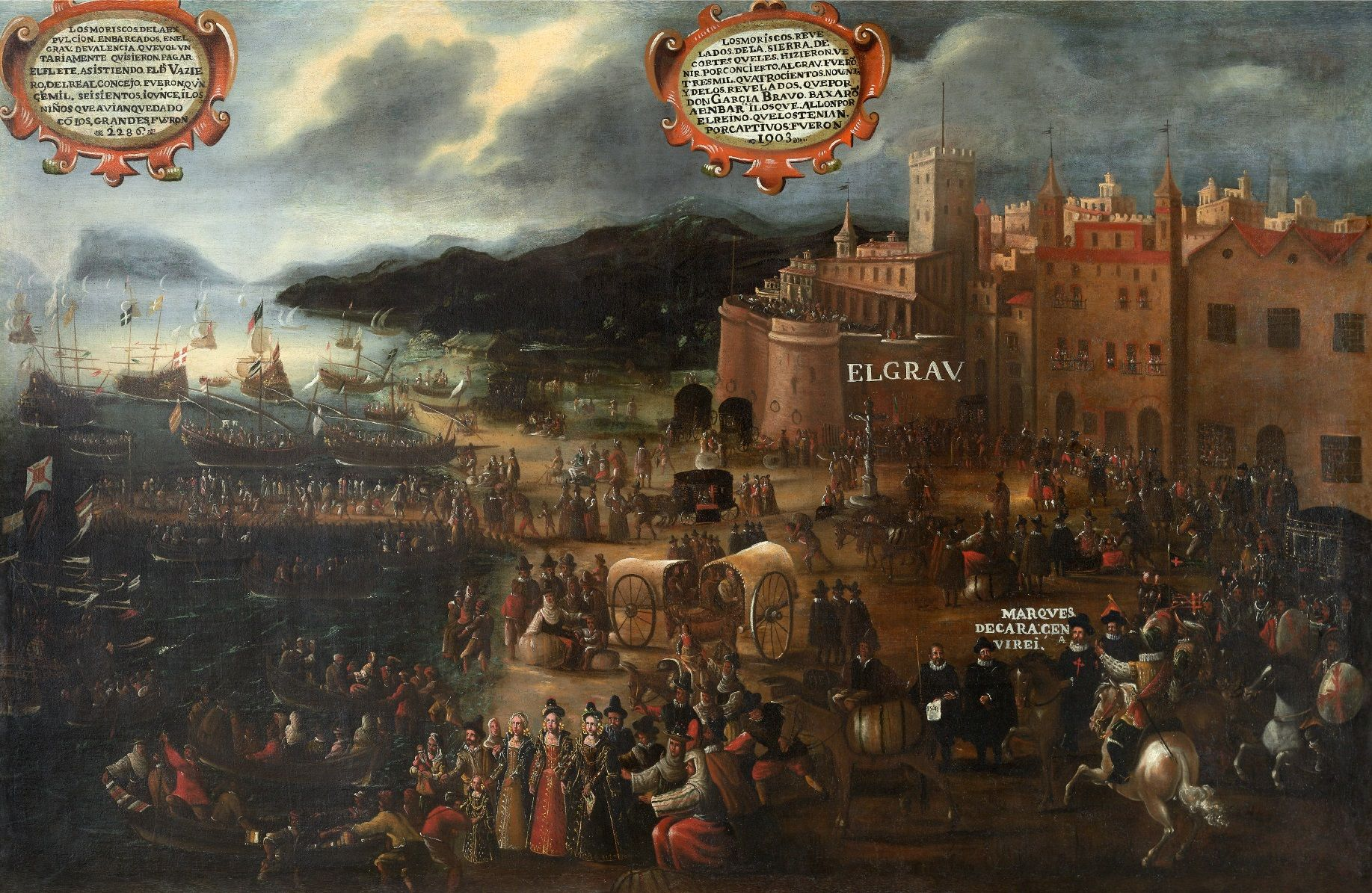
バレンシアにおけるモリスコの乗船、ペラ・オロミグ画

レルマ公は結局、バレンシア大司教フアン・デ・リベラの助けを借りてフェリペ3世を納得させた。大司教はモリスコを全般的に異教徒・裏切り者であるとみなす人物であった。大司教は王に、より説得力があるよう計画をたてる構想を与えた。王はモリスコらの資産と不動産を没収でき、このことによって王家の財源にかつてのような劇的な後押しが提供された。大司教は『良心のうちのどんな良心の呵責もない』のでこのようなことができたのだが、彼は王に、モリスコを奴隷にしてガレー船、鉱山、アメリカ大陸植民地で働かせるようにも勧めたが、この提案は拒否された。
1609年4月9日、モリスコ追放の勅令が署名された 。政府は、それほど多くのモリスコを追放することには問題があると知っていた。モリスコ住民数が最大であるバレンシアから追放が始められることが決まっていた。準備は厳正に秘密裡になされた。9月に入り、イタリアからテルシオの大軍が到着した。彼らはバレンシアの主要港、アルファケス、デニア、アリカンテに配置された。9月22日、バレンシア副王・バレンシア大司教フアン・デ・リベラが、勅令の公表を命令した。モリスコ労働者を失えば自分たちの農業収入は崩壊してしまうと、バレンシア上流階級は追放に抗議するため政府と会見した。政府は、彼らの損失と引き替えにモリスコの資産と土地の一部を提供したが、損失の補償となるには不足だった。モリスコは、持ち運べるものなら何でも持っていくよう許された。しかし、彼らの住宅と土地は彼らの主人のものとなった。移動の前に自宅に火をつけたり壊したら、死を覚悟しろと禁じられた。特定の例外が与えられた。全ての100世帯のうちの6世帯は、皆が去った後に残り、モリスコが優勢であった町での基盤を維持して良いと許された。ごく少数しかこの特例に該当せず、彼らも後でいずれは追放されるだろうと考えられていた。加えて、4歳未満の子供たちの追放は選択自由であった。これは後に16歳まで拡大された。リベラ大司教は、強くこの解釈の一部に反対した。彼は、少なくとも、子供たちが両親とともに去ることを禁じ、『彼らの魂の救いのために』隷属させ、キリスト教徒にさせなくてはならないと働きかけた。
9月30日、最初の亡命者たちが港へ連行され、そこでは最後の侮辱として、彼らに旅行代金を支払うよう強制した。モリスコたちは北アフリカへ輸送された。そこで彼らは時に、受け入れ側の人々から侵略者だとして非難された。別の時には、小さな反乱が船上で起こり、船員との戦闘で亡命者の数人が殺害された。これが、バレンシアに残ったモリスコ住民の恐怖を引き起こし、10月20日に追放に反対する反乱が起きた。6,000人を数えた反乱軍は、人里離れたアヨラ谷とムエラ・デ・コルテスを占拠した。5日後、新たな反乱がバレンシア南岸で起こり、15,000人の反乱軍がルガル谷を占拠した。11月に反乱軍は制圧された。わずか3ヶ月間で、11万6千人ものモリスコがバレンシアから北アフリカへ輸送された。1610年にアラゴン王国でモリスコ追放が始まった（特定の地域としてのアラゴンであり、元のアラゴン王国領全土ではない）。41,952人がアルファケス経由で北アフリカへ送られ、13,470人がピレネー山脈を越えてフランスへ送られた。アグドの港にモリスコの大半が送られたことにフランス人は憤慨し、そして陸路をとった人々は通過料と海上料金を請求された9月、カタルーニャ君主国のモリスコたちが追放された。同様にアンダルシアは32,000人のモリスコを追放した。
カスティーリャでのモリスコ追放は、最も困難な作業だった。どの場所にも固まって住まず、むしろ1571年のモリスコ反乱以後、モリスコたちはカスティーリャ国内に分散していたのである。このために、モリスコは自発的な出立という最初の選択自由を与えられた。彼らは自分たちの一番価値のある財産を売ったり他のことをすることができた。カスティーリャでのモリスコ追放は1611年から1614年までの3年間続けられた。全体の32,000人ほどのモリスコがカスティーリャを去った。一部は追放を避けてスペインにとどまることさえできた。公式に追放が完了された後、おおよそ1万人ほどのモリスコがスペインに残ったと見積もられており、その大部分はカスティーリャにいた。
追放は印象的に作用した。国家は、居住者の地位の目録を注意深く保管し、官僚機構は短期間で国からあのような膨大な人数のモリスコを追い出すために、効率的に機能したのである。

## 結果

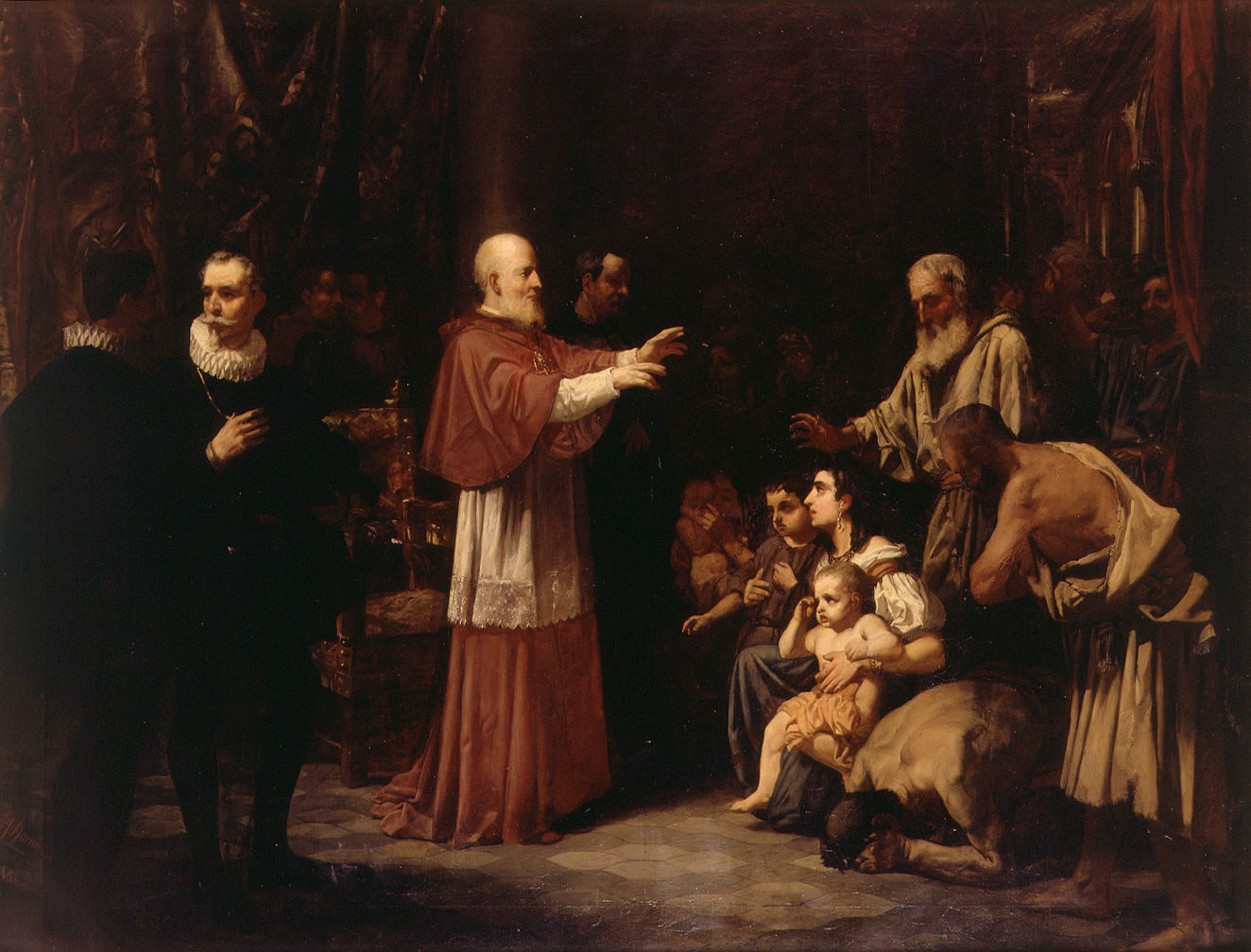
モリスコ追放における、聖フアン・デ・リベラ

カスティーリャ議会は1619年の追放を評価し、国にとっての経済的影響はないと結論づけた。これはカスティーリャにとって基本的な真実であった。一部の学者がモリスコ人口が重要であった部門で経済的結果を何も見いださなかったからである。しかし、バレンシア王国では農地は打ち捨てられ、キリスト教徒がおそらく満たすことができなかったであろう空白が経済分野に残された。バレンシア王国の住民の33％を取り除いたことで、アリカンテ北部にある一部の郡では事実上その住民全てを失った。経済・社会基盤は凋落し、キリスト教徒貴族と大地主たちは支払いの滞り状態となった。現金に困ったバレンシア貴族の多くが、かつての収入に近いほどの返済をしなければならない借地料を、キリスト教徒の小作人らに対して増額した。借地料の増加は、どんな新しい借地人でも取り替えられるために、支払いのできない借地人は追い払われるようになった。その結果、バレンシアの農業生産高はすさまじく下がったのである。
人口の4％の追放は少数に見えるかもしれない。しかし、モリスコ人口は、考えられていたよりも大きな一般の労働人口であったことに留意しなければならない。実際、モリスコは貴族、兵士または聖職者になるほど信用されていなかった。これは、徴税において目立って税金収入が低下したことを示していた。そして最も大きな被災地であるバレンシアとアラゴンは、数十年に渡って経済的に損害を受けた。
追放は、バレンシアとアラゴンの経済というだけでなく、貴族の権力にとっても大打撃であった。しばらくの間かつてのアラゴン王国は、より豊かで人口の多いカスティーリャ王国の影であった。しかしこのモリスコ追放で、バレンシアとアラゴンの成長はさらに減退した。イベリア半島東部の王国のうち、カタルーニャ貴族は今や傑出し、彼らの収入は上記の2カ国よりはるかにモリスコ追放の影響を受けなかった。このように、モリスコ追放は、バレンシアとアラゴンの伝統的な経済中心地からカタルーニャへと力を移すのを助けた。
断固としてカトリック教徒のままいることを望んだモリスコたちは、だいたいにおいて新たな家をイタリア（特にリヴォルノ）で見つけることができた。しかし、追放された人々の圧倒的多数は、イスラム教徒が掌握している北アフリカに定着した。
2008年に実施された遺伝子研究によると、モリスコを先祖に持つ人の一部がスペインに残るのが目立ち、追放がそれほど効果的でなかったかもしれないことを示している。これは、『宗教上の改宗（任意か強制かにかかわらず）を高水準で示す』北アフリカ出身者（10.6％）を先祖に持つ平均割合の高さを示している。彼らは、社会的・宗教的偏見の歴史的な出来事によって追いたてられ、最終的には子孫の同化に至った。
数世紀後、謝罪の手段として、もう一度、モリスコの子孫であるスペイン市民は申し出てほしいとする提案が2006年になされた。

## 参照
- 本稿は、スペイン語版ウィキペディアから翻訳された項目を含んでいるExpulsión de los moriscos, licensed under the GFDL。

1. 1 2 3 4 5 6  Lynch, p. 44.
2. 1 2 3  Lynch, p. 43.
3. 1 2  Lynch, p. 45.
4. 1 2 3 4  Lynch, p. 46.
5. 1 2 3 4 5  Lynch, p. 47.
6. ↑  Lynch, p. 48.
7. ↑  Lynch, p. 49.
8. ↑  Lynch, p. 51.
9. ↑  "Admixture analysis based on binary and Y-STR haplotypes indicates a high mean proportion of ancestry from North African (10.6%) ranging from zero in Gascony to 21.7% in Northwest Castile", The Genetic Legacy of Religious Diversity and Intolerance: Paternal Lineages of Christians, Jews, and Muslims in the Iberian Peninsula, Adams et al. 2008
10. ↑  "The study shows that religious conversions and the subsequent marriages between people of different lineage had a relevant impact on modern populations both in Spain, especially in the Balearic Islands, and in Portugal", The religious conversions of Jews and Muslims have had a profound impact on the population of the Iberian Peninsula Archived 2009年5月21日, at the Wayback Machine., Elena Bosch, 2008

- Lynch, John (1969). Spain under the Habsburgs. (vol. 2). Oxford, England: Alden Mowbray Ltd.. pp. p. 42–51